# 奔密列

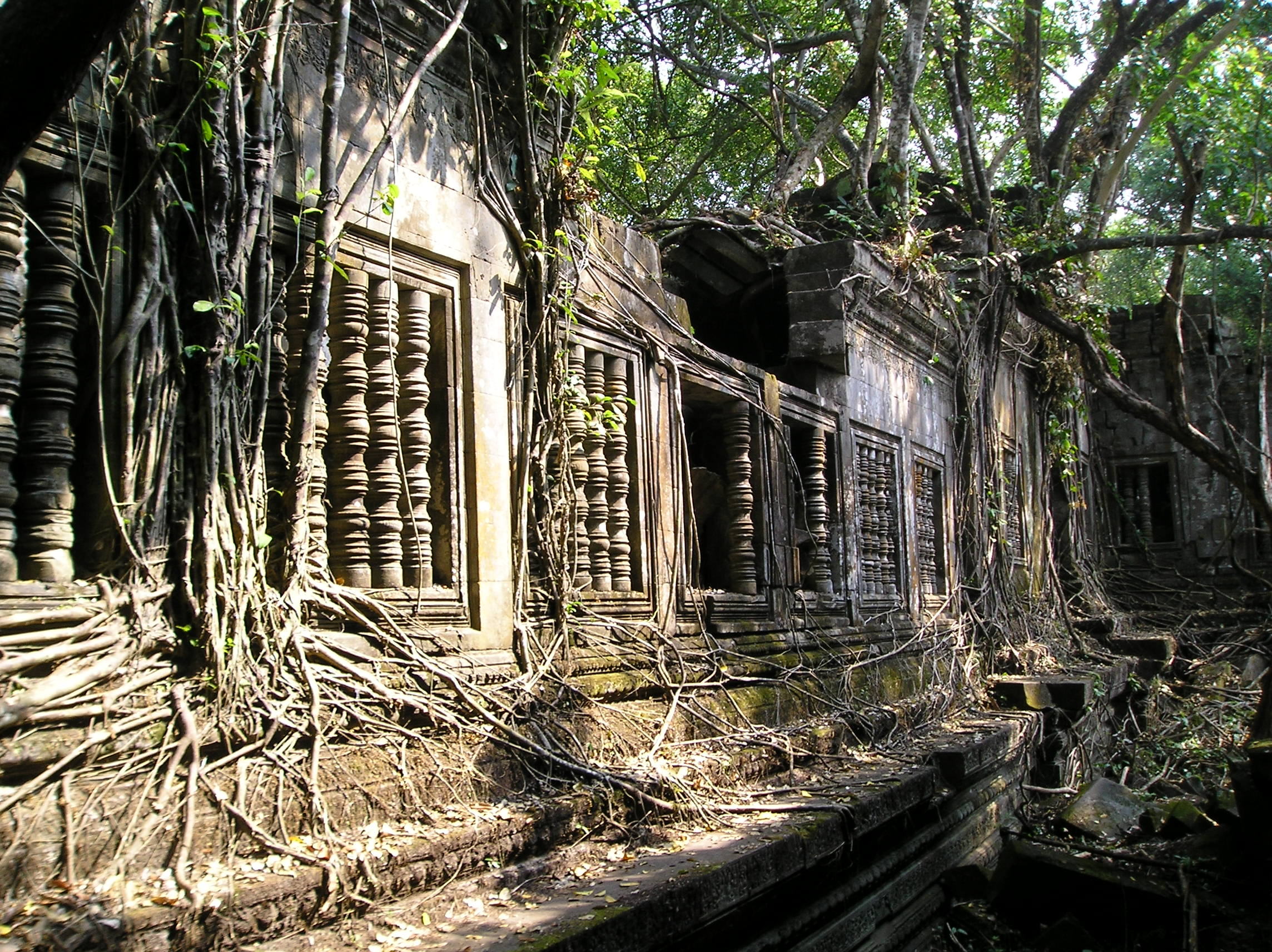
奔密列的墙壁和窗户。

奔密列，一译崩密列，是一座位于柬埔寨暹粒省的吴哥古迹寺庙风格的印度教寺庙。距离吴哥古迹群以东40公里，自暹粒沿公路有77公里。它是吴哥建筑群第一座完全用沙石建筑的庙。目前它依然被丛林严密包裹着，并且尚未大规模的修复。由于所处位置比较荒僻，所以许多浮雕和塑像已被掠夺。庙宇内遍布树木，以及许多石块倒至四处。

## 寺庙

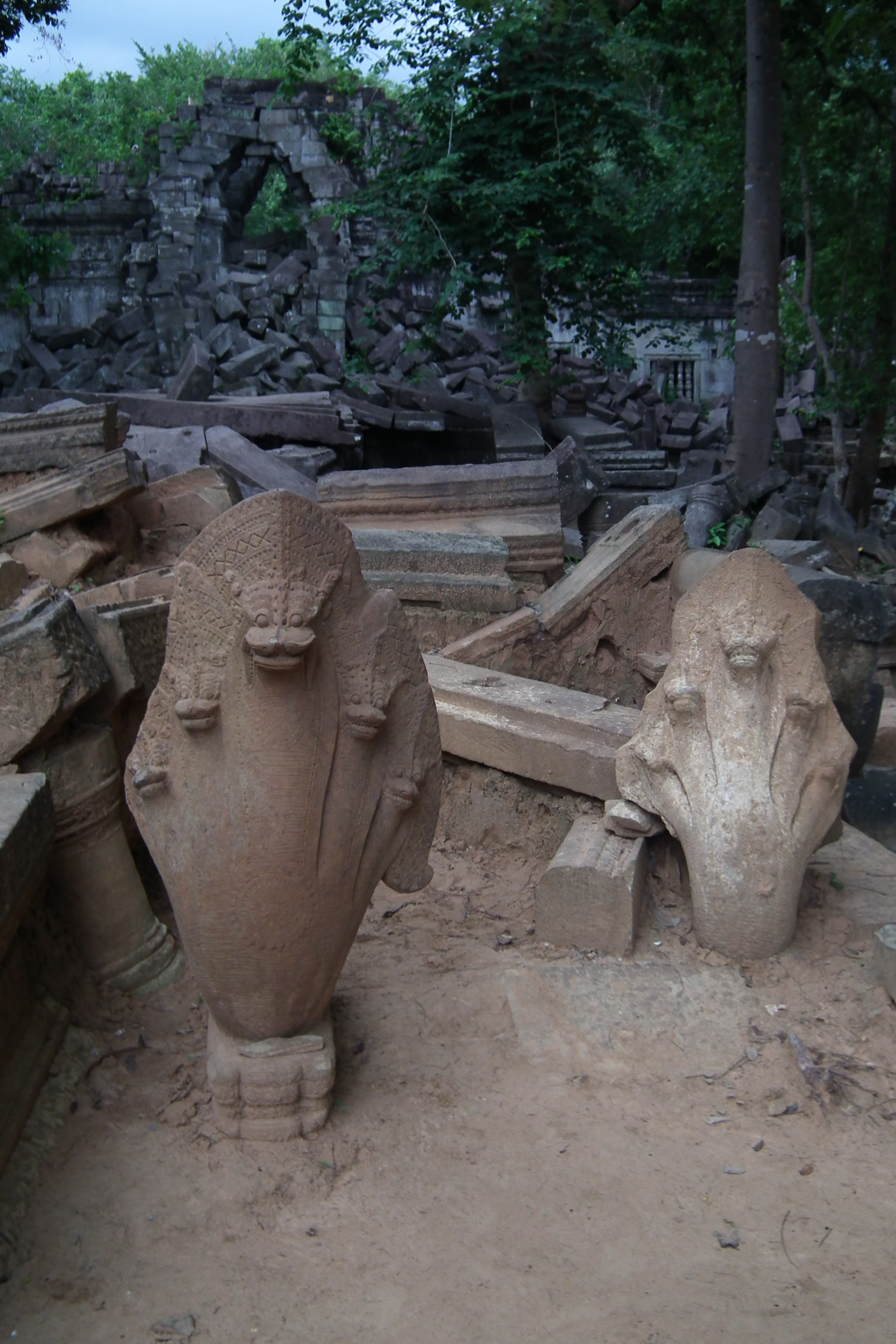
崩密列的那伽。

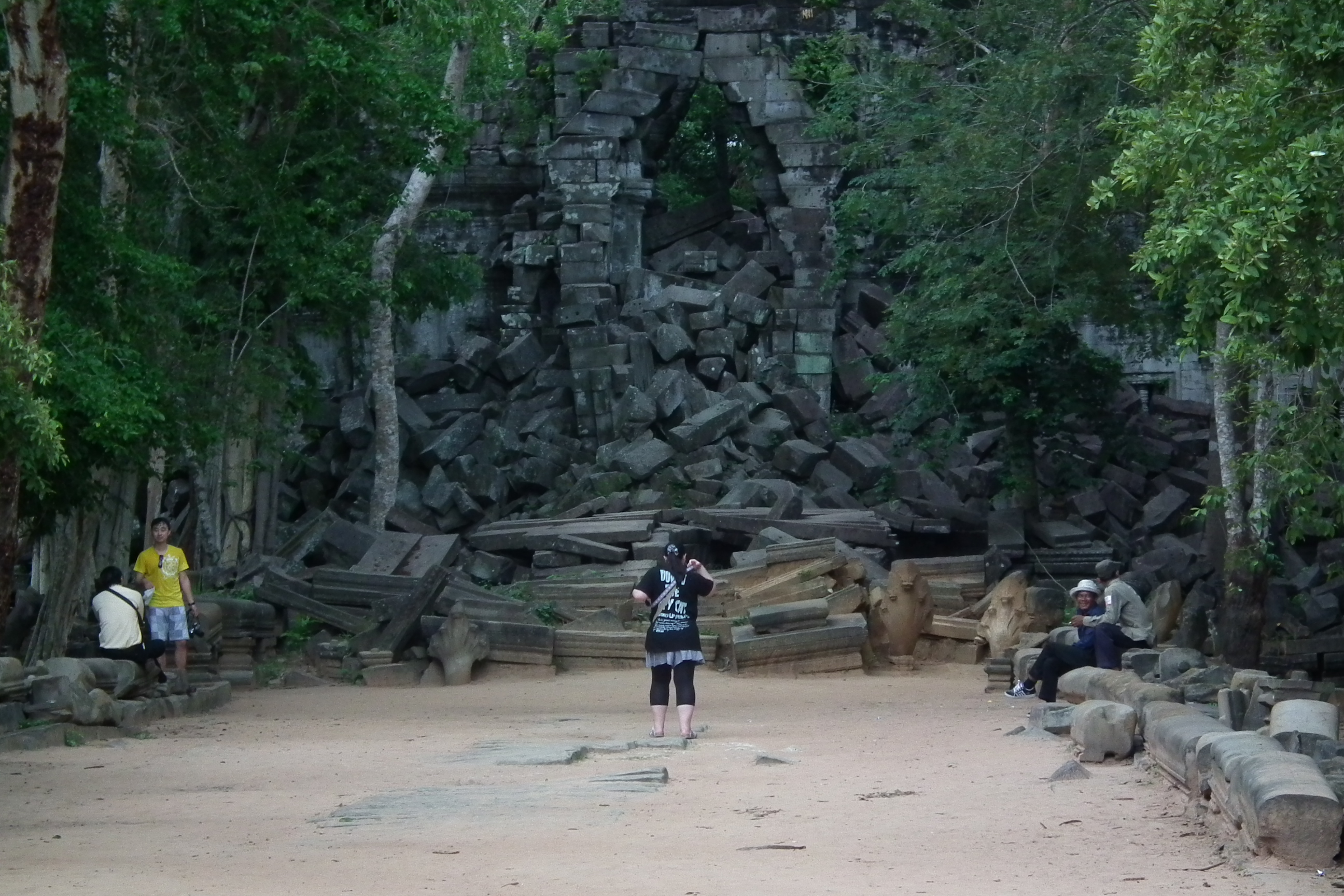
崩密列的正門附近。

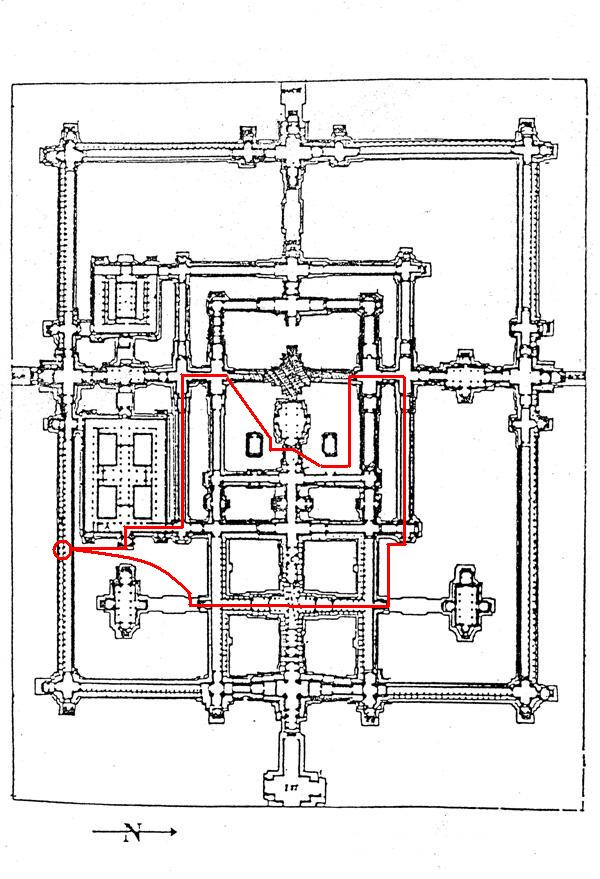
崩密列全圖。紅色路線是參觀寺廟的路徑。

崩密列的历史还处于不明瞭的状态，据学者推测，崩密列大约建造于11世紀末至12世紀初，即蘇利耶跋摩二世时期。这座印度庙宇是用来供奉湿婆神的，虽然它是一座印度教寺庙，可是它有一些雕塑反映的是佛教的主题。它是一座破败、隐秘，未经修缮的寺庙，这座神庙从来没有完工，原本应该有浮雕的寺墙上都空空如也。 
和吴哥窟一样，崩密列外围有一条护城河，长1.2公里，宽0.9公里。
由於比較荒僻，很多浮雕和塑像已被盜賊掠奪一空。
宮崎駿執導的動畫片《天空之城》，據說原型就是崩密列。

## 地位
1992年9月1日，崩密列被列入联合国世界文化遗产预备名单（UNESCO World Heritage Tentative List）。

## 入場

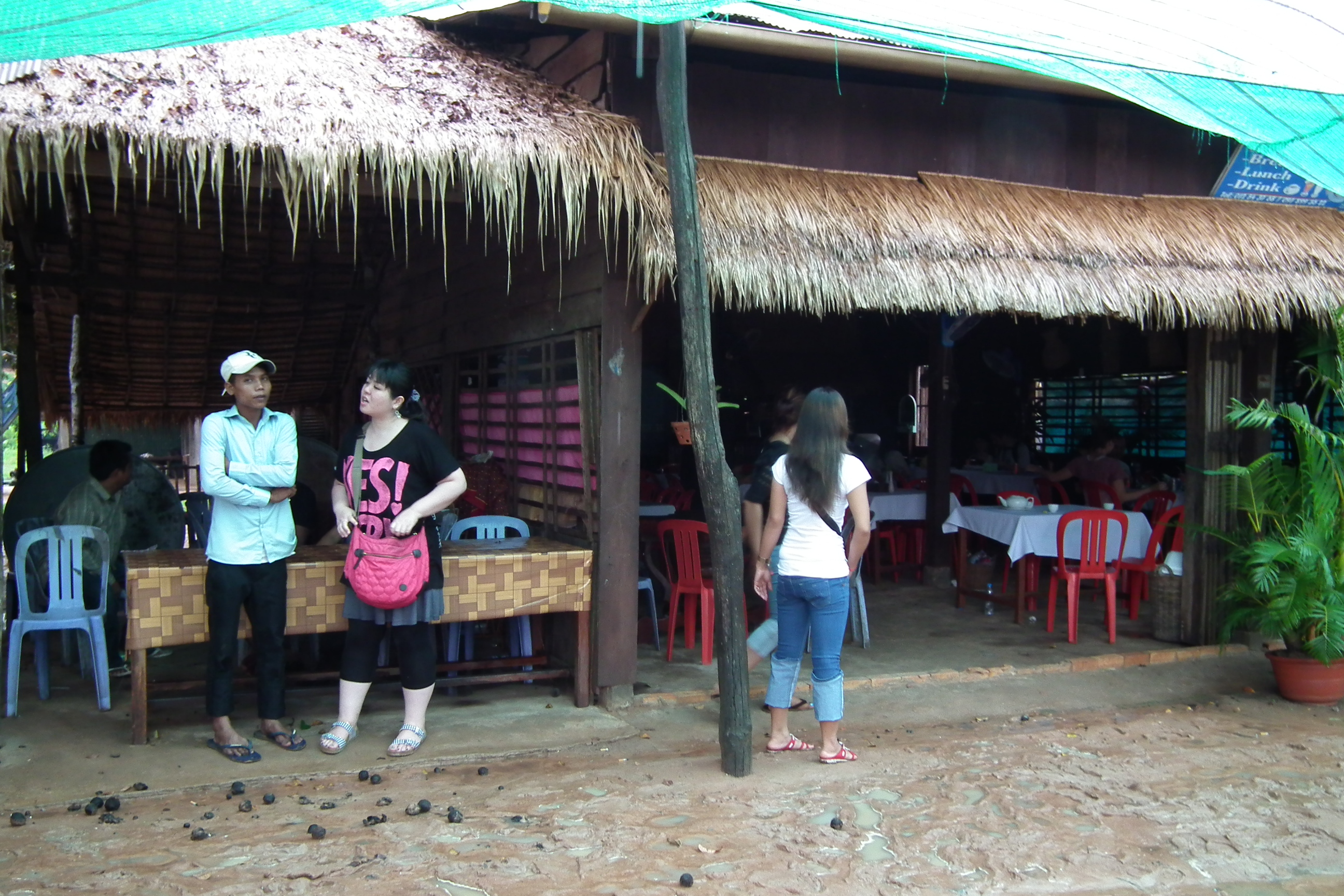
在門前叢林地區的一間餐廳。

- 開放時間：6:00至17:00，每周7天。
- 入場費$5美元。（2020年起包含在吴哥门票中）

由於遺址損毀嚴重，故可以徒步參觀的範圍有限。應留意叢林中的毒蛇。附近的道路上也有被搶劫的風險。此外，遺址周邊地方亦埋有舊地雷，當局正在將其撤去。

## 交通
與暹粒市的距離約77公里，乘搭嘟嘟車需要約兩個小時。

## 相簿
- 圓形的護城河。
- 神道。
- 從寺廟内往外面的神道看。
- 大量倒塌的建築使崩密列形同廢墟。
- 吳哥窟風格的簾門、門楣和三角楣饰。
- 寺廟的走廊。

## 外部連結
- 难忘崩密列

13°28′35″N 104°14′18″E / 13.47639°N 104.23833°E